# 新井智
新井 智（あらい さとし、1982年7月25日 - ）は、埼玉県秩父郡小鹿野町出身の元プロ野球選手（投手）、高校野球指導者。

## 来歴・人物

### プロ入り前
花咲徳栄高等学校への在学中は春夏とも甲子園球場での全国大会と無縁で、3年時（2000年）夏の全国高等学校野球選手権埼玉大会では、準決勝で坂元弥太郎擁する浦和学院高等学校に敗れた。硬式野球部での1学年後輩に、根元俊一がいる。
高校卒業後の2001年にローソンへ入社すると、当時社会人野球に参加していた硬式野球部でプレーを続けていた。しかし、翌2002年のNPBドラフト会議で阪神タイガースから9位で指名。高校から社会人野球へ進んだ選手は原則として2年目まで指名できないが、ローソンが硬式野球部を同年限りで廃部することに伴う特例措置で指名に至った。なお、この年のドラフト会議では、チームメイトの吉川昌宏がヤクルトスワローズから8位、伊代野貴照が阪神から10位、萱島大介が阪神から11位で指名。新井は伊代野・萱島と揃って阪神へ入団したため、報道などで「ローソン三人衆」と総称されることもあったが、実際には入団前に左足首の靱帯を断裂していた。

### プロ入り後
2003年には、前述した左足首をかばう動きを続けた末に背筋を痛めたため、シーズンの前半までリハビリに専念。シーズン中の8月1日に、プロ・アマ交流トーナメントの対日本新薬戦で初登板を果たした。以降は、ウエスタン・リーグの公式戦11試合に登板。通算の防御率は3.38であったが、投球イニング（10回）を上回る数の与四球（11個）を記録していた。
2004年には、ウエスタン・リーグ公式戦10試合に登板。通算の防御率は12.86で、投球イニングが7回ながら18個の四球を出すなど、極度の制球難に陥った。このため、オーバースローであった投球フォームをサイドスローに改めている。
2005年には、オーバースローへ再び転向。ウエスタン・リーグでは13試合の登板で公式戦唯一の白星を挙げたものの、制球力の改善や一軍公式戦へのデビューまでには至らず、シーズン終了後に戦力外通告を受けた。通告の時点ではNPB他球団の現役続行を希望していたため、12球団合同トライアウトへ参加したが、他球団から獲得を打診されないまま現役を引退。

### 現役引退後
2006年のみ広島東洋カープの打撃投手を務めた後に、2007年から株式会社アビススポーツで営業職に従事。その一方で、学生野球資格回復制度を通じて2014年3月6日付で日本学生野球協会から資格回復の適性を認定されたことに伴って、協会に加盟する高校・大学の硬式野球部での指導が可能になった。同年4月からは、愛媛県の製紙会社へ勤務しながら、愛媛県立川之江高等学校の硬式野球部でコーチを務めている。2023年にはチームが夏の甲子園出場を果たし、ノッカーを務めた。

## 詳細情報

### 年度別投手成績
- 一軍公式戦出場なし

### 背番号
- 49 （2003年 - 2005年）
- 106 （2006年）